# Жен, Пьер Жиль де
Пьер Жиль де Жен (фр. Pierre-Gilles de Gennes; 24 октября 1932 года, Париж — 18 мая 2007, Орсе) — французский физик, лауреат Нобелевской премии по физике в 1991 году. Де Жен известен прежде всего тем, что открыл структуру, положившую начало производству ЖК-дисплеев. За множество фундаментальных открытий члены Нобелевского комитета назвали де Жена «Ньютоном нашего времени».

## Биография
Родился в семье врача, имеющего дворянские корни, а его мать вышла из влиятельной семьи финансистов. До 12 лет получал домашнее образование. Впоследствии обучался в École Normale Supérieure, где познакомился с Альфредом Кастлером. По окончании школы в 1955 году поступает на работу в исследовательский центр комиссии по атомной энергии Saclay. Работает в основном над рассеянием нейтронов и магнетизмом, под руководством А. Абрагама и Дж. Фриделя. В 1957 году получил докторскую степень.
В 1959 году работает постдоком в Университете Беркли, совместно с Чарльзом Киттелем. После этого служит по призыву 27 месяцев во французском флоте. В 1961 году становится ассистент-профессором в университете Орсэ, где занимается разработками военной тематики и вскоре основывает в Орсэ группу изучения сверхпроводимости. В 1968 году переключается на исследования жидких кристаллов.
В 1971 году становится профессором в Коллеж де Франс, где заведует кафедрой физики конденсированных веществ и участвует в STRASCOL — совместном проекте Страсбурга, Saclay и Collège de France по физике полимеров, С 1980 года начинает интересоваться проблемами пограничных эффектов: динамикой смачивания и адгезии, также продолжает работать над полимерами и коллоидными системами.
В 1977 году де Жен заканчивает написание книги «Физика жидких кристаллов», где он зарекомендовал себя как блестящий теоретик. Книга и по сей день является базовым пособием для специалистов в данной области.
В 1979 году становится членом Французской академии наук. Учёный к тому времени уже является пионером в области исследований физики мягких веществ и полимеров. В 1980 году удостоен золотой медали CNRS.
В 1988 году награждён премией Харви (Израиль). В 1990 году награждён медалью Лоренца и премией Вольфа. В 1991 году получает Нобелевскую премию по физике за открытие множества сходств физики твердой материи и физики конденсированного состояния. После этого становится директором Высшей школы промышленной физики и химии города Парижа (ESPCI) и остается на этом посту до 2002 года. Подписал «Предупреждение человечеству» (1992).
Являлся также членом French Academy of Technologies и иностранным членом Лондонского королевского общества, Нидерландской королевской академии наук, Американской академии искусств и наук и НАН США, а также РАН.
Значительную часть своего времени учёный отдал образовательным учреждениям, активно делясь с учащимися и студентами знаниями. После получения Нобелевской премии, учёный в период с 1992 по 1996 год посетил более 200 средних школ Франции, при этом ввёл новаторские методики преподавания.
В последние годы жизни полностью переключился на исследование биологических систем и работал над гранулярными веществами и природой памяти в мозге. Скончался после длительной борьбы с раком 18 мая 2007 года. Похоронен в Париже на кладбище Монруж.
Неприятным пятном на блестящей карьере стал в 1997 году, во время его пребывания на посту директора ESPCI, факт дезинформации французских и иностранных официальных представителей в попытке покрыть преступную деятельность трёх работников института (в том числе старшего научного сотрудника и руководителя лаборатории) по отношению к аспиранту. Сотрудники ESPCI стали объектами полицейского расследования. Решение суда по делу Аль-Бахо стало важным прецедентом в области неприкосновенности e-mail переписки и прав студентов.
В 1997 году Де Жен снялся как актёр в фильме «Награда Доктора Шутца», сыграв роль извозчика, привезшего радиоактивную руду супругам Кюри.

## Награды
- 1968 — Премия Хольвека
- 1980 — Мемориальные лекции Вейцмана
- 1980 — Золотая медаль Национального центра научных исследований
- 1987 — Медаль Маттеуччи
- 1988 — Премия Харви, «In recognition of his contributions to condensed matter physics through his work in the fields of superconductivity, liquid crystals, polymer physics and colloid and interface science.»
- 1990 — Премия Вольфа по физике (совместно с Дэйвидом Таулессом), «За широкий спектр пионерских вкладов в наше понимание организации сложных конденсированных систем: де Жену — в особенности за его работы по макромолекулярным веществам и жидким кристаллам, Таулессу — за работы по неупорядоченным и низкоразмерным системам.»
- 1990 — Медаль Лоренца
- 1991 — Нобелевская премия по физике, «За обнаружение того, что методы, развитые для изучения явлений упорядоченности в простых системах, могут быть обобщены на более сложные формы материи, в частности жидкие кристаллы и полимеры.»[9]
- 1997 — Медаль Ф. А. Коттона[нем.]

## Семья
- Жена: Анн-Мари. Испытывая финансовые трудности в 1976 году, открыла в их доме в Орсе ресторан «Le Boudin Sauvage» («Дикая кровяная колбаса»), который принимает посетителей по сей день[10].